# Vladimír Jurka
Vladimír Jurka (* 26. května 1948) je český trestní soudce působící u Nejvyššího soudu, od roku 1993 do roku 2003 byl i soudcem Ústavního soudu.

## Život
Absolvoval roku 1972 na Právnické fakultě Univerzity Komenského v Bratislavě, titul doktora práv pak získal roku 1975 na Právnické fakultě Masarykovy univerzity v Brně. Po studiu začal působit v justici, po složení justiční zkoušky mezi roky 1975–1993 jako trestní soudce u Okresního soudu v Kroměříži, po roce 1989 i jako místopředseda tohoto soudu.
15. července 1993 byl prezidentem republiky Václavem Havlem jmenován soudcem Ústavního soudu České republiky, kde působil celé desetileté funkční období. Poté začal působit na Nejvyšším soudu, konkrétně v jeho trestním kolegiu.

## Známé kauzy
Jako soudce mj. spolurozhodoval ve věci usnadnění nástupu na civilní službu (1999), ve věci použití agenta provokatéra (2000), ve věci dálničního obchvatu Plzně (2001), výkupu minoritních akcionářů z kupónové privatizace (2003), zproštění českého vydavatele Mein Kampfu (2005), zproštění pěstitelky léčebného konopí (2008) či propuštění poslanců v kauze Nagyová (2013).